# Spookies
Pour plus de détails, voir Fiche technique et Distribution.
Spookies est un film américain indépendant d'horreur réalisé par Genie Joseph, Thomas Doran et Brendan Faulkner et sorti en 1986. 

## Synopsis
Une bande de jeunes ayant perdu leur chemin, décide de passer la soirée dans une grande maison située au milieu d'un cimetière. Une fois à l'intérieur ils tombent sur un étrange jeu qui répond à leurs questions, le cauchemar va vite commencer.

## Fiche technique
- Réalisateur : Genie Joseph, Thomas Doran, Brendan Faulkner
- Genre : horreur
- Pays : États-unis
- Sortie : 1986
- Durée : 1h25
- Vidéo : Sortie en VHS mais toujours inédit en DVD en France.

## Distribution
- Felix Ward : Kreon
- Dan Scott : le Servant de Kreon
- Alec Nemser : Billy
- Maria Pechukas : Isabelle
- A.J. Lowenthal
- Charlotte Alexandra : Adrienne